# Streblocera guangxiensis
Streblocera guangxiensis är en stekelart som beskrevs av You och Zhou 1988. Streblocera guangxiensis ingår i släktet Streblocera och familjen bracksteklar. Inga underarter finns listade i Catalogue of Life.